# Friedenskirche (Berlin-Niederschönhausen)

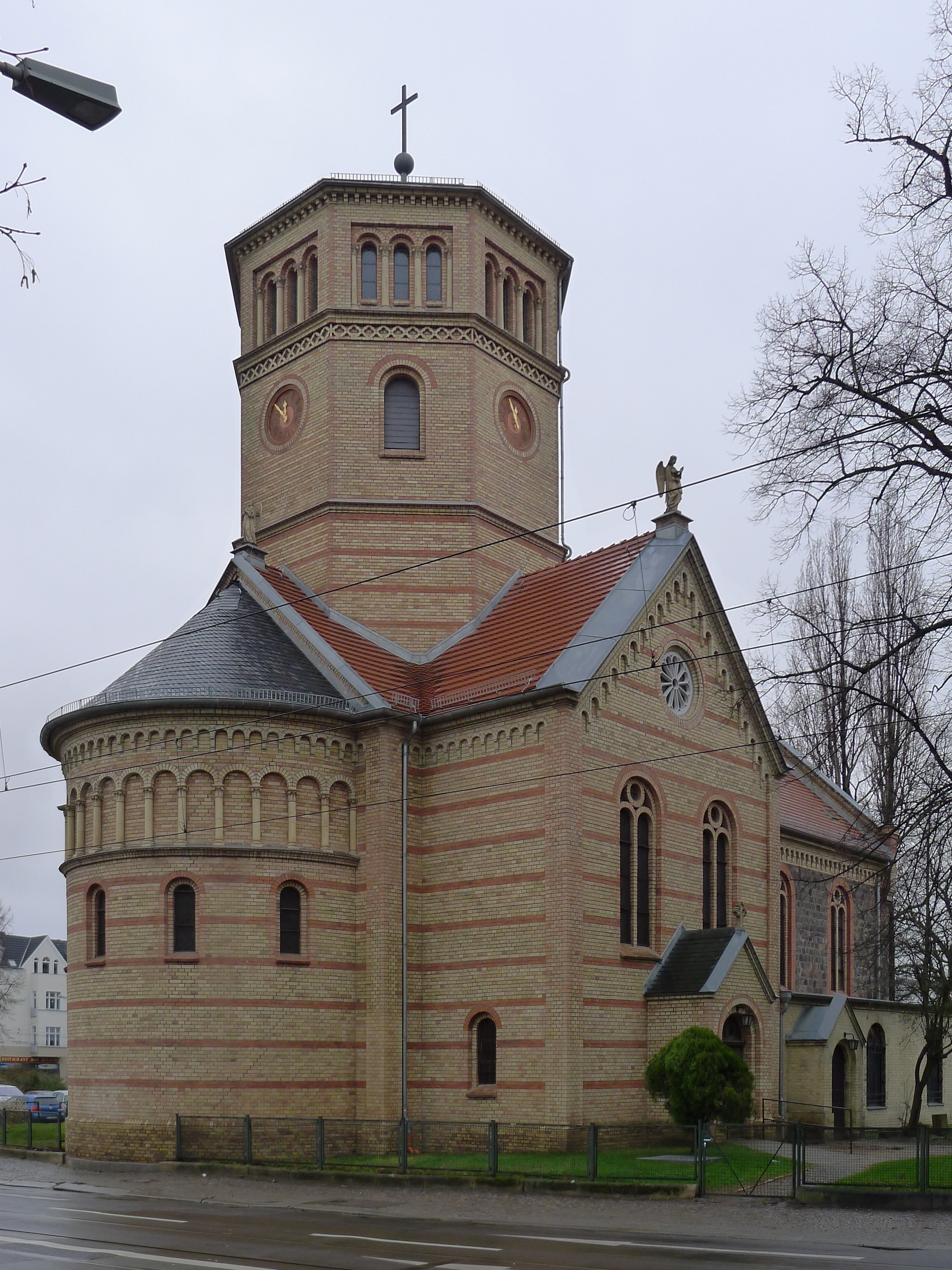
Friedenskirche Niederschönhausen

Die Friedenskirche im Berliner Ortsteil Niederschönhausen des Bezirks Pankow zählt zu den über 50 unter Denkmalschutz stehenden Dorfkirchen in Berlin. Die im 18. Jahrhundert barockisierte Feldsteinkirche mit ursprünglich eingezogenem Chor an der Straßenkreuzung des alten Dorfes wurde 1869–1871 zu einer kreuzförmigen Anlage mit der Apsis im Osten und einem dreigeschossigen, oktogonalen Turm über der Vierung umgebaut. Der Name Friedenskirche steht in Bezug zum Ende des Deutsch-Französischen Krieges 1871.

## Siedlungsgeschichte

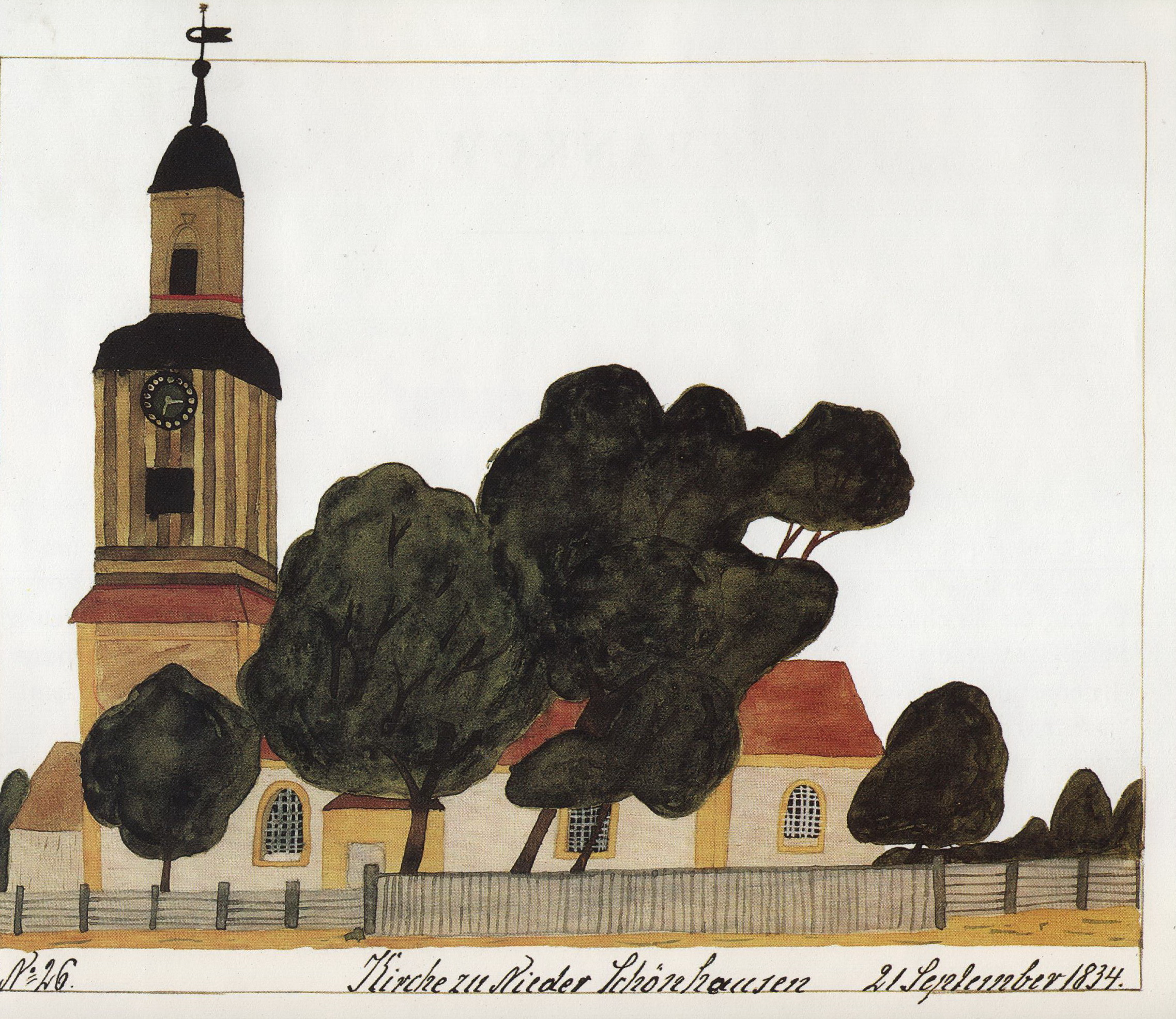
Die Dorfkirche Niederschönhausen im Jahr 1834

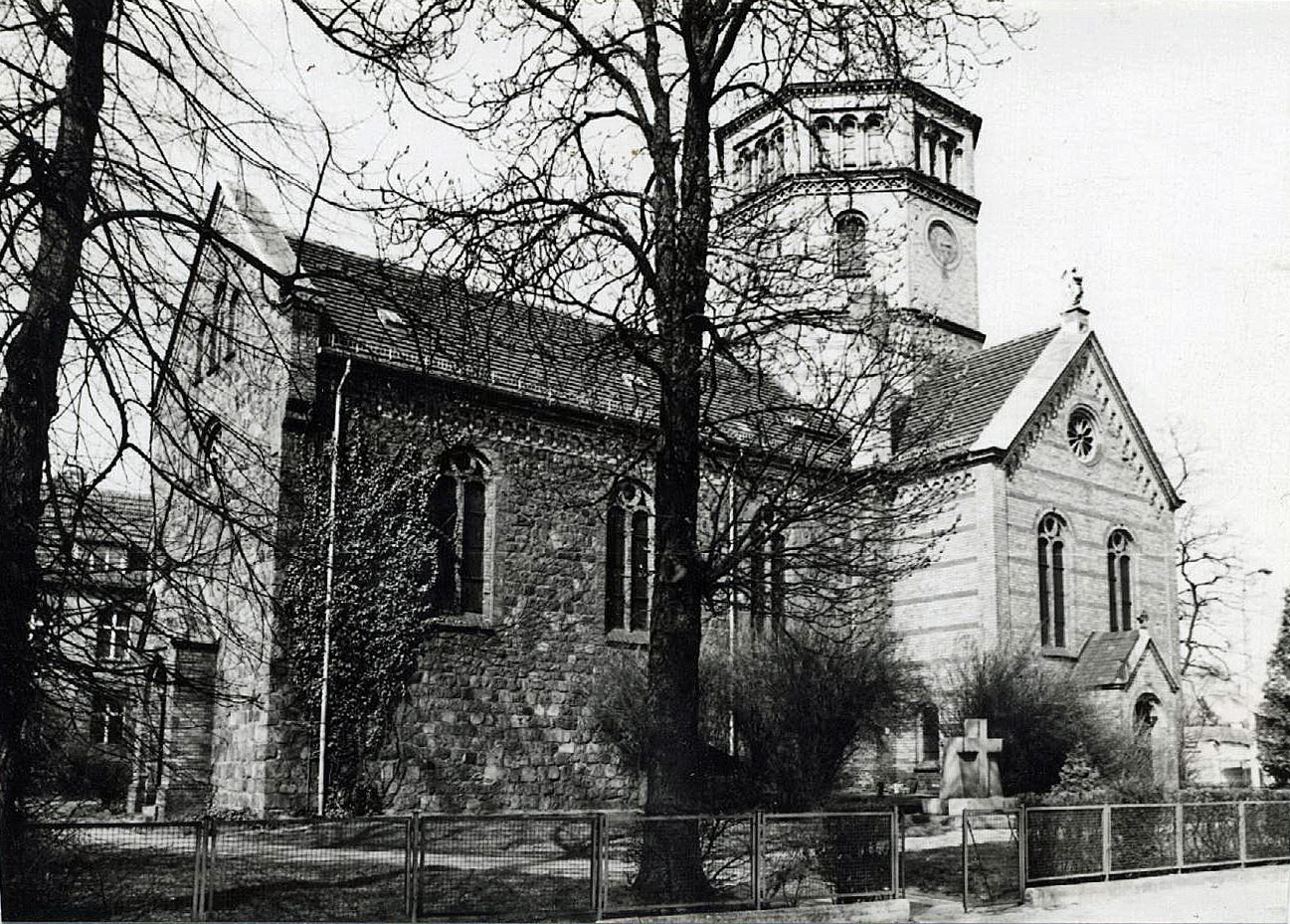
Das spätromanische Feldsteinmauerwerk der ehemaligen Dorfkirche

Das Straßendorf Niederschönhausen wurde um 1230 zeitgleich mit Pankow und anderen Nachbardörfern „aus wilder Wurzel“ gegründet. Im Jahr 1375 wurde es erstmals im Landbuch Karls IV. urkundlich erwähnt und hinsichtlich der Besitz- und Abgabeverhältnisse beschrieben: Das Dorf hatte 48 Hufen, davon u. a. vier Pfarrhufen. Im Jahr 1450 hatte sich die Zahl der Hufen auf 52 erhöht, weil u. a. zwei Kirchhufen dazugekommen waren. Im Jahre 1691 erwarb Kurfürst Friedrich III. das Dorf; seitdem gehörte es den Hohenzollern. Seit dem Ende des 18. Jahrhunderts kauften Berliner Bürger Grundstücke im Ort und legten zunächst Sommerhäuser, später auch ständige Wohnsitze an. 1875 hatte Niederschönhausen immerhin schon 2.354 Einwohner (gegenüber 399 im Jahre 1840). Bereits 1849 war daher schon an eine Erweiterung der Kirche geplant worden; zu diesem Zweck wurde eine Karte des vorhandenen Baus gezeichnet. Jedoch erst 1869 begann ein gravierender Umbau. Am 7. Juli 1871 wurde das umgebaute Gotteshaus, das wie ein Neubau und kaum noch dörflich wirkte, eingeweiht. Seit 1896 ist die Kirchengemeinde Niederschönhausen selbstständig.

## Baugeschichte
Die erste Dorfkirche aus Stein hatte den einfachen Grundriss einer längsrechteckigen Saalkirche, also ohne jeglichen Anbau. Da die Maße (mit Ausnahme der Höhe) dieses Langhauses bis heute gleich geblieben sind, ist davon auszugehen, dass zumindest bis zur sonst üblichen Traufhöhe das Feldsteinmauerwerk aus sorgfältig behauenen Quadern unverändert geblieben ist. Diese sorgfältige Quaderung ist typisch spätromanisch und spricht daher für eine Bauzeit um 1250. Die Kirche wurde im 16. Jahrhundert erneuert. Die Feldsteinkirche wurde 1743 barockisiert, erhielt einen eingezogenen Chor, einen Dachturm mit hölzerner Laterne sowie vergrößerte Fenster und wurde rundherum verputzt.
Zu einem grundlegenden Umbau, der das Aussehen der Kirche weitestgehend veränderte, kam es in den Jahren 1869–1871. Da schon im Jahr 1849 an eine Vergrößerung gedacht worden war, hatte Friedrich Wilhelm IV. damals eine Ideenskizze entworfen. Er hatte im Jahre 1842 den Grundstein für die Vollendung des Kölner Doms gelegt und dachte, auch in „seinem“ Niederschönhausen dem Anspruch der Hohenzollerndynastie nur mit einem kathedralhaft anmutenden Erweiterungsbau gerecht werden zu können.
Das Langhaus der ursprünglichen Feldsteinkirche wurde östlich durch ein Querhaus mit Vierung, Choransatz und Apsis um etwa das Doppelte des bisherigen Raumvolumens ergänzt, und zwar im Rundbogenstil, wie ihn die Schinkelschule entwickelt hatte. Die neuen Teile wurden als Mauerwerksbau mit gelben Backsteinen verblendet, gestreift mit roten. Die alten Teile des Langhauses bestanden weiterhin aus Feldsteinen, wurden aber auf die Dachtraufenhöhe des Anbaus erhöht, ohne dass eine Baunaht zu erkennen wäre. Das alte Langhaus bekam einfache spitzbogige Maßwerkfenster nach dem Muster des Anbaus. Die Apsis erhielt kleine Rundbogenfenster, darüber eine Blende in Form einer Zwerggalerie und unter der Dachtraufe ein Bogenfries. Nach der Ideenskizze von Friedrich Wilhelm IV. sollte die Kirche einen hohen dreistufigen Kirchturm erhalten. Wegen des schlechten Baugrundes konnte der Turm nur mit einer Höhe von 25 Metern gebaut werden. Das Turmoktogon über der Vierung ist mit zwei Gurtgesimsen gegliedert, das oberste Geschoss mit einer Arkade, darüber ein flaches achteckiges Zeltdach. Der Vierungsturm schließt mit Blendarkaden ab, drei an jeder Seite. Die Stirnflächen des Querschiffs haben zwei zweibahnige Rundbogenfenster. Im Westgiebel befindet sich eine Fensterrose, auf dem Giebelfirst steht eine Engelfigur.
Die im Zweiten Weltkrieg verursachten Schäden wurden zunächst 1948–1954 behelfsmäßig, 1964 dann restlos beseitigt. Eine reich verzierte Kassettendecke wurde nicht wiederhergestellt. Die letzte Renovierung des Innenraumes stammt aus den Jahren 1981/1982. Die ursprüngliche, romanisierende Bemalung von 1871 wurde rekonstruiert. Die Wandmalerei im Altarraum in Sgraffito von Lothar Mannewitz verschwand. In den Jahren 2006–2008 wurden Dach, Fassade und Turm vollständig renoviert.

## Innenraum
Das Langhaus und das Querschiff sind flach gedeckt. Über dem Altarraum erhebt sich eine halbkugelförmige Kuppel, die Vierung wird von einem achtteiligen Kuppelgewölbe mit Engelsköpfen überspannt. In den Querschiffarmen befinden sich Emporen, ihre Brüstungen haben neuromanische Blendarkaden. Bei der Restaurierung 1982 ist die ornamentale Ausmalung der Fensterleibungen, der Vierungsbögen, der Vierungskuppel und der Apsis wiederhergestellt worden. Die Malerei im Gewölbe zeigt goldene Sterne auf blauem Grund.

## Ausstattung
Die Kanzel und der Kronleuchter sind aus der Erbauungszeit der Kirche. Bei der 1926 vorgenommenen Renovierung wurde die Kanzel vom linken Altarpfeiler in das Kirchenschiff hineinversetzt. Der Altar und der Taufstein stammen aus der Kirche von Groß Lieskow bei Cottbus, die wie das ganze Dorf dem Braunkohletagebau zum Opfer fiel. Zur Kirche gehört ein vergoldeter silberner Kelch mit Edelsteinen am Nodus von 1652.

## Orgel
Die Kirche erhielt 1926 eine neue Orgel mit romantischem Klang von Friedrich Ernst Gustav Heinze. Die Heinze-Orgel Opus 145 besitzt 36 Register mit 4282 Pfeifen. 1965 wurde das Instrument überholt und umgestaltet. 2008 fand eine erste Teilrestaurierung statt. 2016 wurde die Restaurierung beendet. Die Orgel ist nun auf allen Registern bespielbar.

## Glocken

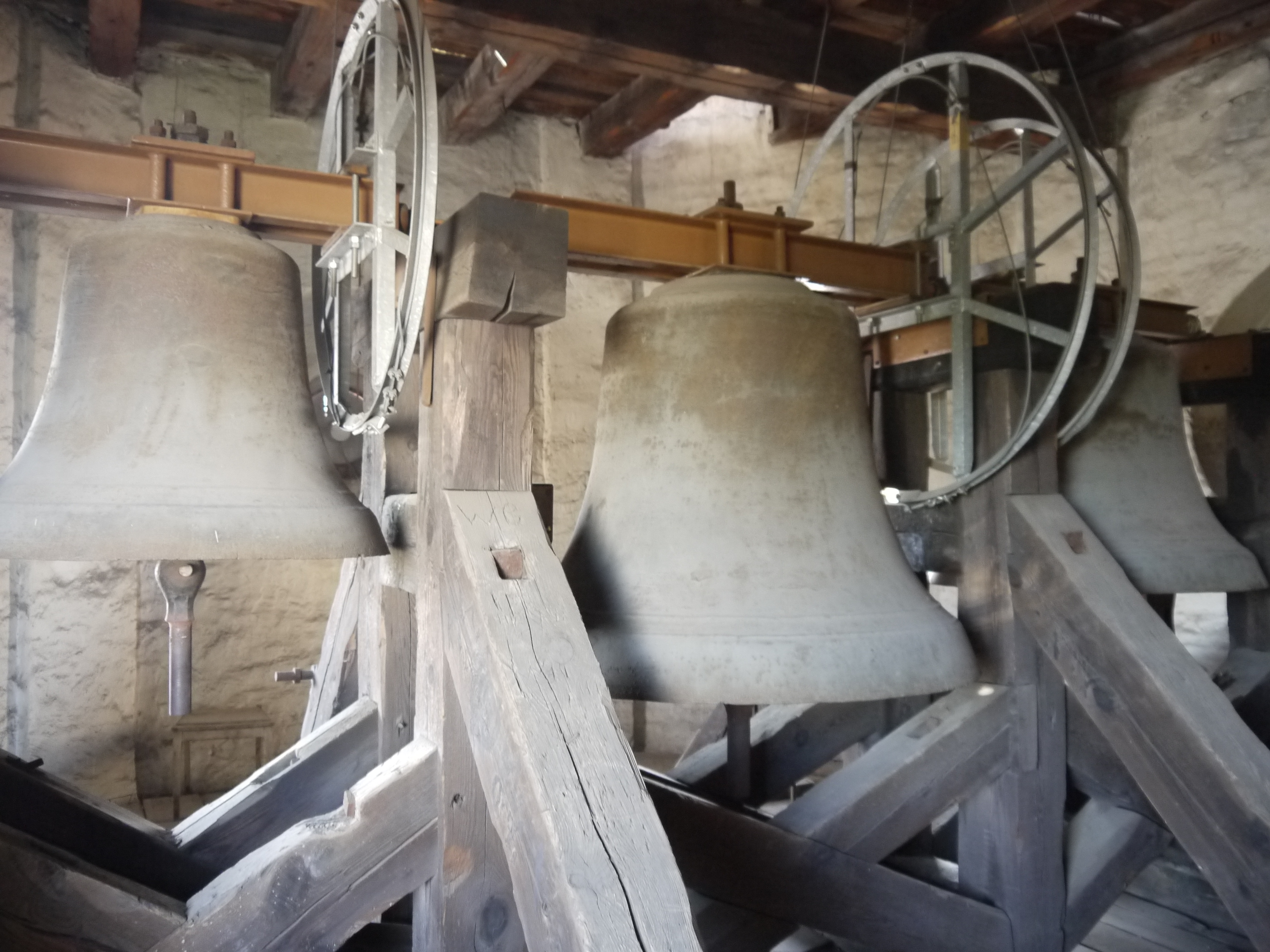
Glocken der Friedenskirche

Das Geläut der Kirche besteht aus drei Eisenglocken, die in der Glockenstube hinter den Schallfenstern und Turmuhren untergebracht sind. Sie läuten alle an geraden Jochen.
| Glocke Nr. | Schlagton | Gießer                           | Gussjahr |
| ---------- | --------- | -------------------------------- | -------- |
| 1          | g′        | Ulrich & Weule (Apolda-Bockenem) | 1920     |
| 2          | b′        | Ulrich & Weule (Apolda-Bockenem) | 1920     |
| 3          | d″        | Ulrich & Weule (Apolda-Bockenem) | 1920     |